# Forståelsespapir
Et forståelsespapir (engelsk: memorandum of understanding) er en tekst med en politisk aftale uden juridisk binding, der sammenfatter en række punkter som aftaleparterne er blevet enige om.
Ordet "forståelsespapir" er kendt i dansk siden 1998, men blev nok bredere kendt i Danmark med dannelsen af Regeringen Mette Frederiksen efter Folketingsvalget 2019. Denne tekst erstattede et egentligt regeringsgrundlag, som tidligere regeringer havde benyttet sig af. Det havde titlen Retfærdig retning for Danmark og oplistede syv punkter, blandt andet om grøn omstilling, styrkelse af velfærd og bekæmpelse af ulighed.
Før dette forståelsespapir havde der for eksempel været et forståelsespapir om reform af pædagoguddannelsen i 2013.